# Agny
Agny je francouzská obec v departementu Pas-de-Calais v regionu Hauts-de-France. Žije zde přibližně 1 900 obyvatel.

## Poloha obce
Obec leží 3,5 km jižně od centra města Arras.

### Sousední obce
| Růžice kompasu |        | Achicourt |           | Růžice kompasu |
| Růžice kompasu | Wailly | Sever     | Beaurains | Růžice kompasu |
| Růžice kompasu | Wailly | Agny      | Beaurains | Růžice kompasu |
| Růžice kompasu | Wailly | Jih       | Beaurains | Růžice kompasu |
| Růžice kompasu |        | Ficheux   | Mercatel  | Růžice kompasu |